# Кессельберг (Баварія)
Кессельберг (нім. Kesselberg, з нім. досл. — гора-чайник) — гора і перевал між озерами Кохель і Вальхен та між горами Герцогштанд і Йохберг. Висота проходу — 858 м над рівнем моря.

## Опис
Кессельберг був альпійською брамою під час льодового періоду; тут проходив рукав льодовика Ізар, який, у свою чергу, був притокою льодовика Іннталь, що проходив тут на висоті близько 1400 м над рівнем моря.
З Кессельберга з невеликим підйомом тягнуться шляхи до двох навколишніх гір, Йохберга на сході і Герцогштанда на заході. Обидва — популярні туристичні напрямки. Труби електростанції Вальхензее проходять приблизно під Кессельбергом.